# داني سوردو
داني سوردو (بالإسبانية: Dani Sordo)‏ مواليد 2 مايو 1983 في توريلافيجا، منطقة كانتابريا، هو سائق راليات إسباني بدأ مسيرته في سنة 2003. كان أول رالي له هو رالي كتالونيا 2003. تسابق في بطولة العالم للراليات. نافس في رالي التحدي عبر القارات. فاز بـ سباق رالي واحد. صعد على المنصة 38 مرة خلال مسيرته.

## سجل الفوز
| الرقم | الحدث             | الموسم |
| ----- | ----------------- | ------ |
| 1     | رالي ألمانيا 2013 |        |

## روابط خارجية
- داني سوردو على موقع Rallye-info.com (الإنجليزية)
- داني سوردو على موقع eWRC-results.com (الإنجليزية)